# دانيال آدم
دانيال آدم هو لاعب كرة قدم مولدوفي، ولد في 30 نوفمبر 1998 في كيشيناو في مولدوفا.